# ایکینجی عرب‌جبیرلی
ایکینجی عرب‌جبیرلی (به لاتین: İkinci Ərəbcəbirli) یک منطقه مسکونی در جمهوری آذربایجان است که در شهرستان گوی‌چای واقع شده است.